# Duguetia hadrantha
Duguetia hadrantha é uma espécie de magnólia. Foi descrito pela primeira vez por Friedrich Ludwig Diels, e recebeu o nome exato por Robert Elias Fries .  Duguetia hadrantha pertence ao gênero Duguetia, e à família Annonaceae.
Este tipo de planta pode ser encontrado em:
- Peru